# Ulrich Grunmach
Ulrich Grunmach (* 1891 in Eberswalde; † 1966 ebenda) war ein deutscher Musikwissenschaftler, Kirchenmusiker und Komponist.

## Leben
Ulrich Grunmach studierte von 1911 bis 1914 Musikwissenschaft in Berlin am Stern’schen Konservatorium bei E. E. Taubert und Arnold Mendelssohn. Danach begann er eine Tätigkeit als Kantor und Organist an der Maria-Magdalenenkirche in Eberswalde.

## Werke (Auswahl)
- Die sieben Worte. Evangelist (Sprecher oder Vorsänger), dreistimmiger gemischter Chor. Verlag Merseburger, Kassel
- Morgenglanz der Ewigkeit. Vierstimmiger gemischter Chor, Violine, Orgel. Verlag Merseburger, Kassel
- Liturgische Feier zum Erntedank. Vierstimmiger gemischter Chor. Verlag Merseburger, Kassel